# Charlotte Klinder
Charlotte Marie Johanna Klinder, dite Lotte (née le 8 août 1891 à Erfurt, morte le 2 décembre 1943 à Berlin) est une actrice allemande.

## Biographie
Lotte Klinder est la fille de l'acteur Paul Klinder et de son épouse Katharina Barbara Foertner. La famille est de confession protestante. À la fin de l'été 1907, elle apparaît pour la première fois sur scène sous le nom de Lotte Klinder au théâtre de Sondershausen. L'année suivante, elle rejoint le théâtre municipal de Thorn, en Prusse occidentale, et en 1909, pendant deux saisons, au théâtre municipal de Stettin, la capitale de la Poméranie. Après une saison au Schauspielhaus de Brême (1911-1912), Klinder passe ensuite six ans au Vereinigte Theater de Cologne avant d'arriver à Hambourg à la fin de la Première Guerre mondiale pour s'engager au Théâtre Thalia.
Installé à Berlin en juin 1921, l'artiste travaille entre autres au Residenz-Theater et au Trianon-Theater. Depuis, elle apparaît sporadiquement au cinéma dans des seconds rôles. Charlotte Klinder se retire rapidement dans sa vie privée après avoir épousé son collègue Paul Otto. Sous sa direction et à ses côtés, on la voit, entre autres, dans le film Madame Bonivard à l'été 1925.
Lorsque les origines juives de Paul Otto, jusqu'alors gardées secrètes, sont découvertes par hasard à l'automne 1943, le couple décide de se suicider le 30 novembre 1943 dans leur appartement commun au Bundesratufer 7 à Berlin-Moabit. Elle survit d'abord mais succombe à l'empoisonnement véronal et à une pneumonie le 2 décembre 1943.

## Filmographie
- 1919 : Der Tod und die Liebe
- 1919 : Brutal
- 1922 : Miss Rockefeller filmt
- 1922 : Wer wirft den ersten Stein
- 1923 : Das Abenteuer von Sagossa
- 1924 : Ich hatt’ einen Kameraden
- 1925 : Frauen, die nicht lieben dürfen
- 1938 : Eine Frau kommt in die Tropen